# Walenweeskinderen
Walenweeskinderen is een artistiek kunstwerk in Amsterdam-Centrum.
Felix van Kalmthout maakte rond 1984 een bronzen beeld met negen wandelende weeskinderen, vermoedelijk op weg van het weeshuis naar de kerk of omgekeerd. Het beeld met voetstuk staat sinds 1984 op een sokkel aan de Weteringstraat. Die buurt bood in het verleden (17e eeuw) onderdak aan talloze Walen, die hier kwamen werken in de textielindustrie. Dit betekende dat er onder leiding van de Waalse Kerk ook zorg kwam voor wezen. Daartoe richtte de kerk in 1631 een weeshuis in aan de Laurierstraat (Hospice Wallon). In 1683 verhuisde de stichting naar het Walenweeshuis (Hospice Wallon) aan de Vijzelgracht, waar het (pas) in 1967 vertrok. Het pand was daarna enige tijd bekend als het Maison Descartes.
Het beeld werd op 1 september 1984 onthuld; op 28 augustus 1987 gestolen en heronthuld op 2 september 1989, zo is op een plaquette te lezen. Van Kalmthout verwerkte in het beeld zijn monogram (achter de kinderen).

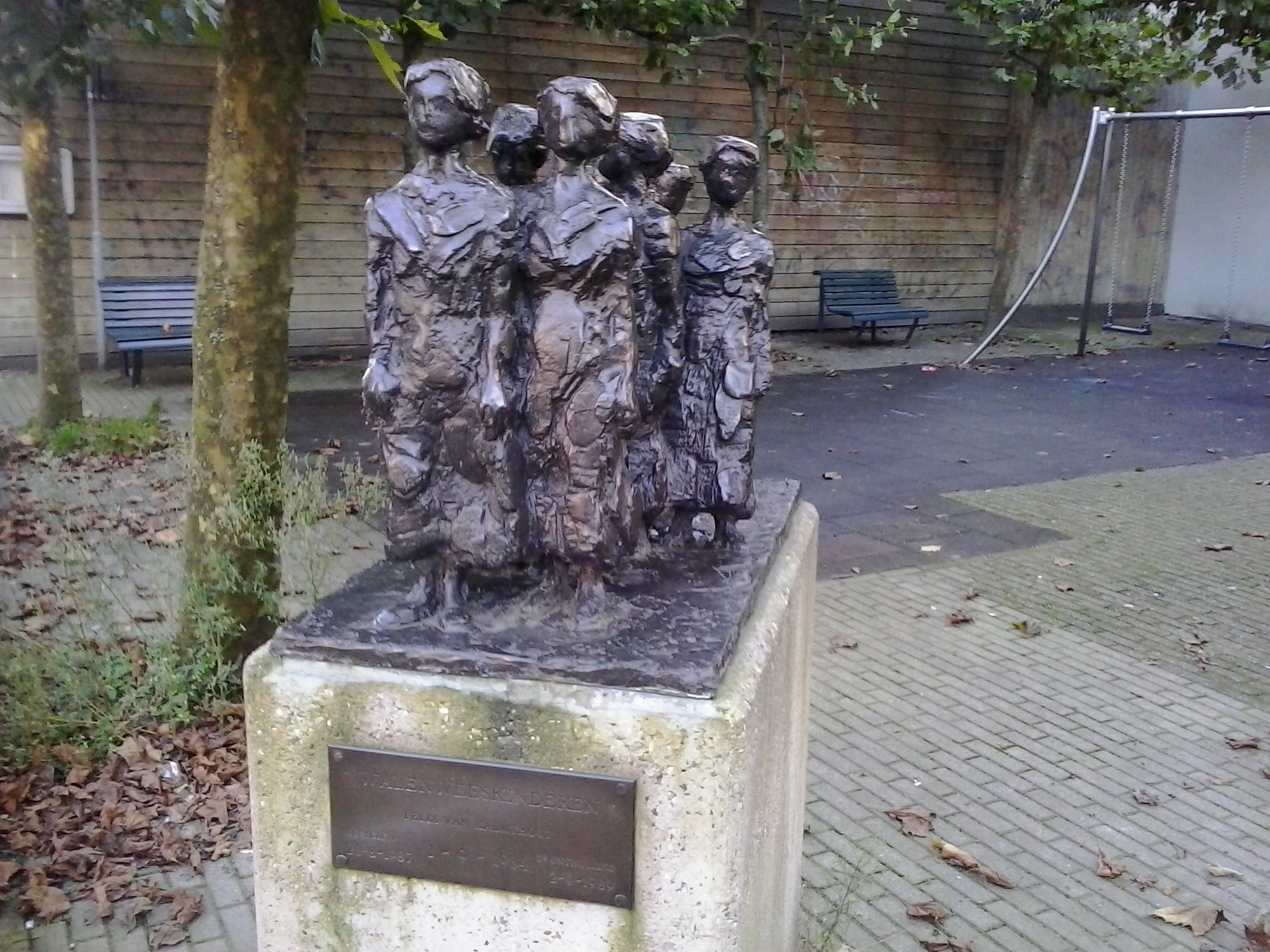
Walenweeskinderen (september 2015)
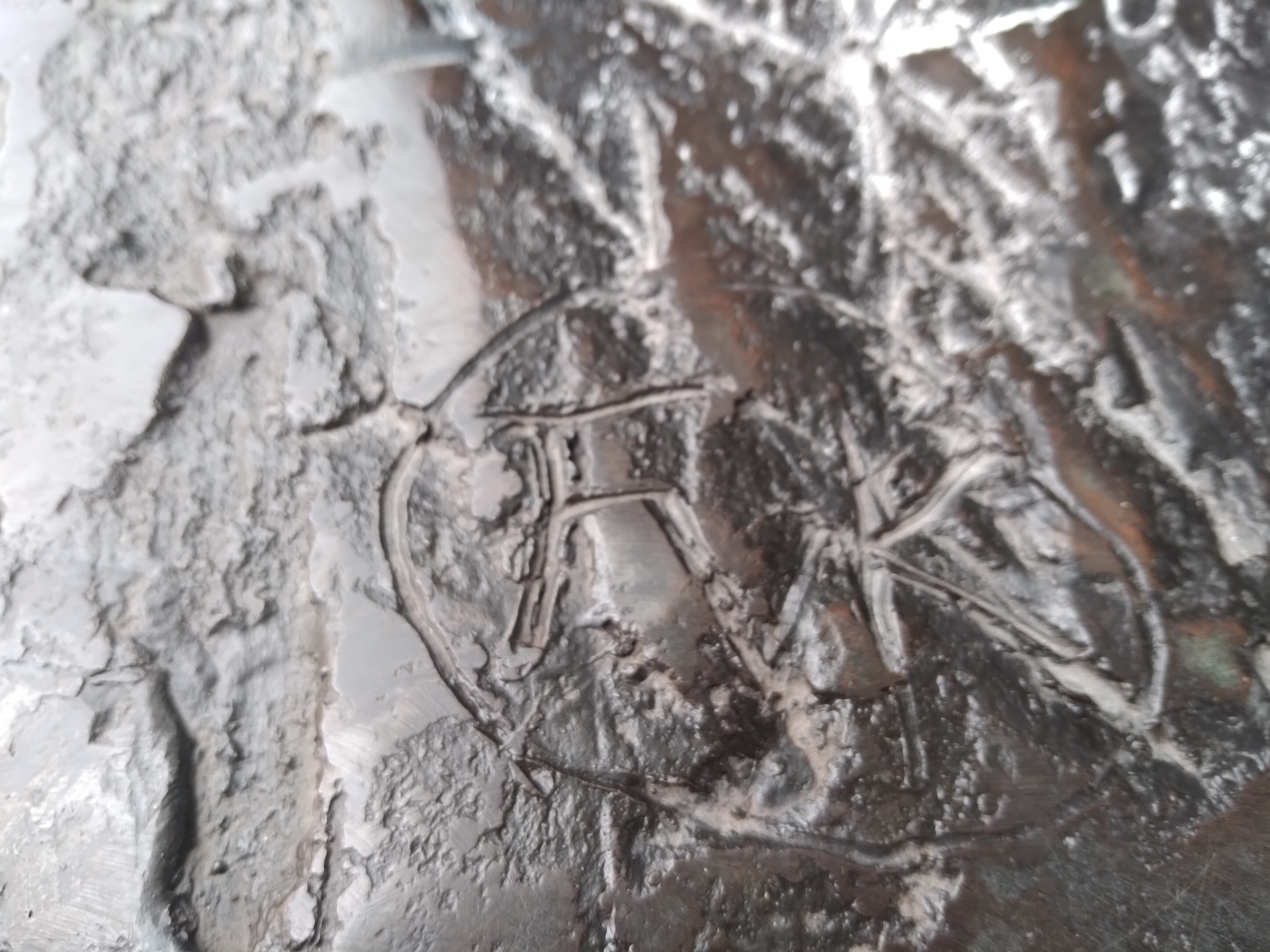
Monogram FvK (oktober 2020)